# Kate Maberly
Kate Elizabeth Cameron Maberly (Reigate, 14 de março de 1982) é uma atriz britânica.
Iniciou sua carreira com oito anos, em pequenos filmes, seu papel de maior destaque foi em O Jardim Secreto (1993), no qual interpretou Mary Lennox, uma garotinha orfã que perdeu seus pais em um terremoto. Com este papel ela foi premiada pelo London Critics Circle Film Awards. Atualmente, trabalha em The Booth At The End.
Passou anos integrando produções para a TV, sempre em papéis de destaque, até estrelar ao lado de Johnny Depp e Kate Winslet em Em Busca da Terra do Nunca (2004), onze anos depois de seu primeiro sucesso.
Em 2007, fez Mentes Diabólicas (2006) com Toni Collette. Em 2010, aos 28 anos, fez uma participação no remake de Bonnie and Clyde (ainda não lançado), que tem Hilary Duff como protagonista. Talvez sua carreira no cinema não tenha sido tão promissora por conta das outras paixões. Kate é formada pelo Trinity College of Music em piano e violoncelo - tem várias composições gravadas. Também já foi campeã de natação e ainda joga tênis muito bem nos clubes de Londres.